# Jadłoszyn baziowaty
Jadłoszyn baziowaty (Prosopis juliflora) – gatunek drzewa z rodziny bobowatych i podrodziny brezylkowych (dawniej w mimozowych). Pochodzi z południowo-zachodniej części USA, z Ameryki Środkowej, Kolumbii i Wenezueli, rozprzestrzenił się także w Australii, Afryce, Azji, na Maskarenach i Hawajach. Gatunek ujęty jest na liście inwazyjnych gatunków stwarzających zagrożenie dla Unii Europejskiej.

## Morfologia
Drzewo do 12 metrów wysokości o gęstej koronie. Liście podwójnie pierzasto złożone, przylistki cierniste. Kwiaty drobne w kolorze zielonożółtawym zebrane w kotkowy kwiatostan. Owocem jest strąk o długości do 23 cm.

## Zastosowanie
Strąki wykorzystywane są na paszę dla zwierząt. Z pnia drzewa otrzymuje się gumę mesquite lub sonora.